# ハンス・ウルス・フォン・バルタサル
ハンス・ウルス・フォン・バルタザール（Hans Urs von Balthasar, 1905年8月12日 ‐ 1988年6月26日）は、スイスのカトリック教会の司祭であり、20世紀で最も重要なカトリック神学者の一人とみなされている。元イエズス会士。ヨゼフ・ラッツィンガー、アンリ・ドゥ・リュバックらとともに、神学雑誌「コミュニオ 」を創刊。生涯を通じて、85冊の本、500以上の記事とエッセイ、約100の翻訳を執筆。最も重要な著作は、「美・善・真」の観点から神の啓示を論じた神学三部作（Herrlichkeit, Theodrama, Theologik）。教皇ヨハネ・パウロ2世は、バルタザールを枢機卿に任命すると発表したが、枢機卿会議の直前に帰天。師でもあり友人でもあったフランスの神学者アンリ・ドゥ・リュバックは、弔辞で、バルタザールのことを「同時代でおそらく最も教養高い男」と呼んだ。医者であり神秘家でもあったアドリエンヌ・フォン・シュパイアと共に、聖ヨハネ共同体を設立。

## 生涯
スイスのルツェルンに生まれる。オーストリアのフェルトキルヒで神学を学び、ウィーンやベルリンでドイツ文学の博士号を取得した。1929年にイエズス会に入会し、バーゼルで布教活動を始める。その後にスイスのクールという町に活動拠点を移す。司祭になってから行われた同じイエズス会のカール・ラーナーや、プロテスタント神学者カール・バルトとの対話が注目を集めた。

## 主な著作
邦訳があるもの
- 三つの花冠―ロザリオの祈りによる世の救い―
- 過越の神秘
- 歴史の神学

以下邦訳なし
神学三部作
- 『栄光：神学的美学』Herrlichkeit. Eine theologische Ästhetik. 3 Bände. Johannes, Einsiedeln 1961–1969.
- 『神の演劇学』Theodramatik. 4 Bände. Johannes, Einsiedeln 1971–1983.
- 『神の論理学』Theologik. 3 Bände. Johannes, Einsiedeln 1985–1987.
- 『エピローグ』Epilog. Johannes, Einsiedeln 1987.

その他の主な著作
- Apokalypse der deutschen Seele. 3 Bände. Pustet, Salzburg/Leipzig 1937–1939.
- Das Herz der Welt. Arche, Zürich 1945.
- Therese von Lisieux. Geschichte einer Sendung. Hegner, Köln 1950.
- Karl Barth. Darstellung und Deutung seiner Theologie. Hegner, Köln 1951.
- Bernanos. Hegner, Köln 1954.
- Einsame Zwiesprache. Martin Buber und das Christentum. Hegner, Köln 1958; Johannes, Einsiedeln 2. A. 1993.
- Cordula oder der Ernstfall. Johannes Verlag, Einsiedeln 1966.
- Skizzen zur Theologie. 5 Bände. Johannes, Einsiedeln 1960–1986.
- Erster Blick auf Adrienne von Speyr. Johannes, Einsiedeln 1968.

など他多数。バルタザールの全著作リストの完全版は、彼の秘書コーネリア・カポルによりまとめられており、聖ヨハネ共同体のオンラインポータルで閲覧可。